# Zhur
Zhur (albanisch auch Zhuri, serbisch Жур Žur) ist eine Ortschaft im Südwesten Kosovos und gehört zur Gemeinde Prizren.

## Geographie
Das im Südwesten Kosovos gelegene Zhur befindet sich ungefähr fünf Kilometer östlich von der Grenze zu Albanien und ungefähr acht Kilometer westlich von Prizren. Benachbarte Ortschaften sind westlich Shkoza sowie östlich Poslishta und Billusha. Im Süden von Zhur beginnt die Berglandschaft des Koritnik.
Zhur liegt direkt an der Nationalstraße M-25. Die Autostrada R 7 verläuft etwas nördlich der Ortschaft.
Bei Zhur war der Bau eines gleichnamigen Wasserkraftwerkes geplant, welches das größte des Landes werden, über eine Kapazität von 305 Megawatt verfügen und jährlich 400 Gigawattstunden Strom produzieren sollte. Das Wasser hierfür sollte aus zu errichtenden Speicherbecken aus der Region Opoja zugeführt werden. Dieses Projekt wurde jedoch aus Gründen der geringen Wirtschaftlichkeit verworfen.

### Klima
In Zhur herrscht gemäßigtes kontinentales Klima mit einer Jahresdurchschnittstemperatur von 11,6 °C und einer Jahresniederschlagssumme von knapp 900 mm vor. Im Juli liegt die Durchschnittstemperatur bei 21,6 °C, im Januar bei 0,3 °C.
|                        | Jan  | Feb  | Mär  | Apr  | Mai  | Jun  | Jul  | Aug  | Sep  | Okt  | Nov | Dez  |   |      |
| Mittl. Temperatur (°C) | 0,3  | 2,9  | 7    | 11,3 | 16   | 19,6 | 21,6 | 21,5 | 17,9 | 12,3 | 6,5 | 2    | ⌀ | 11,6 |
| Mittl. Tagesmax. (°C)  | 3,4  | 6,4  | 11,6 | 16,4 | 21,8 | 25,5 | 27,9 | 28   | 24,1 | 17,3 | 9,9 | 4,9  | ⌀ | 16,5 |
| Mittl. Tagesmin. (°C)  | −2,8 | −0,6 | 2,4  | 6,2  | 10,3 | 13,8 | 15,4 | 15,1 | 11,8 | 7,4  | 3,1 | −0,8 | ⌀ | 6,8  |
|                        |      |      |      |      |      |      |      |      |      |      |     |      |   |      |
| Niederschlag (mm)      | 83   | 73   | 72   | 74   | 81   | 55   | 49   | 47   | 68   | 86   | 108 | 98   | Σ | 894  |

| −2,8 |

| −0,6 |

| 2,4 |

| 6,2 |

| 10,3 |

| 13,8 |

| 15,4 |

| 15,1 |

| 11,8 |

| 7,4 |

| 3,1 |

| −0,8 |

| −2,8 |

| −0,6 |

| 2,4 |

| 6,2 |

| 10,3 |

| 13,8 |

| 15,4 |

| 15,1 |

| 11,8 |

| 7,4 |

| 3,1 |

| −0,8 |

## Geschichte
Nach der Eroberung Kosovos durch das Königreich Serbien während des Ersten Balkankrieges 1912 richtete die serbische Regierung eine Militärverwaltung vor Ort ein, wobei Žur zu einer eigenständigen Gemeinde ernannt wurde. Sie gehörte zum Srez Šar des Okrug Prizren. Am 6. Januar 1929 wurde diese Verwaltungsgliederung aufgelöst, woraufhin das Gebiet Teil der neu geschaffenen Vardarska banovina innerhalb des Königreich Jugoslawiens wurde.
Bei einer 1919 durchgeführten Volkszählung wurden im Dorf Žur 251 Häuser mit 1304 – allesamt albanischen – Einwohnern erfasst.

## Bevölkerung
| Jahr | Einwohner |
| ---- | --------- |
| 1919 | 1304      |
| 1948 | 1926      |
| 1953 | 2019      |
| 1961 | 2348      |
| 1971 | 3214      |
| 1981 | 4353      |
| 1991 | 5230      |
| 2011 | 5909      |

Die Volkszählung aus dem Jahr 2011 ergab für Zhur eine Einwohnerzahl von 5909. Davon bezeichneten sich 5897 (99,80 %) als Albaner und sechs (0,10 %) als Bosniaken.

### Religion
2011 bekannten sich von den 5909 Einwohnern 5903 zum Islam, eine Person als Katholik und eine Person hatte einen anderen Glauben.